# 崔景榮
崔景榮（1557年—1631年），字自強，號振峰，直隸大名府長垣縣人，民籍，明朝政治人物。

## 生平
萬曆十年（1582年）壬午科順天府鄉試第六十一名。萬曆十一年（1583年）聯捷會試第二百七十三名，第三甲第二十二名進士。授山西平陽府推官，十六年三月擢授四川道试御史，十七年巡按陕西甘肃，二十七年正月復除河南道御史，巡按四川，以平播州功，三十三年晉太僕寺少卿，三十八年五月陞右僉都御史、巡撫寧夏。任內申威信，省市費，邊陲安定。四十一年六月四品考满，升右副都御史，十一月録斩获银定诸酋功，加升兵部右侍郎，尋以叙平虜功，升左侍郎。四十三年五月赴任京城，署掌本兵印信，并管理戎政事务。四十六年四月因病回籍。四十七年九月起升兵部左侍郎兼都察院右佥都御史、总督宣大山西等处军务兼理粮饷，泰昌元年（1620年）十月升兵部尚書，天啓元年（1621年）十月加太子太保，次年离职。四年十一月起复吏部尚書，因忤魏忠賢，五年七月六疏乞休，九月以东林党被削籍为民。崇禎改元，復官。崇禎四年（1630年）卒。

## 家族
曾祖崔表；祖父崔粟；父崔聞禮。母劉氏。具庆下。兄景福、景禄。弟景星。子崔胤弘、孫崔崶俱順治丙戌進士；曾孫崔徵璧，康熙庚戌進士。

## 延伸阅读
[在维基数据编辑]
 《明史卷二百五十六》，出自《明史》